# 科隆比耶府邸
科隆比耶府邸（Maison du Colombier）是勃艮第科多尔省博讷的一座历史建筑，始建于1572年，位于博讷历史中心，面对博讷圣母圣殿（十二世纪），靠近博讷主宫医院 （十五世纪）和博讷勃艮第公爵府和勃艮第葡萄酒博物馆 （十四世纪）。
科隆比耶府邸的立面和屋顶于1943年9月17日列为法国历史古迹，塔楼则在1927年12月29日入选。

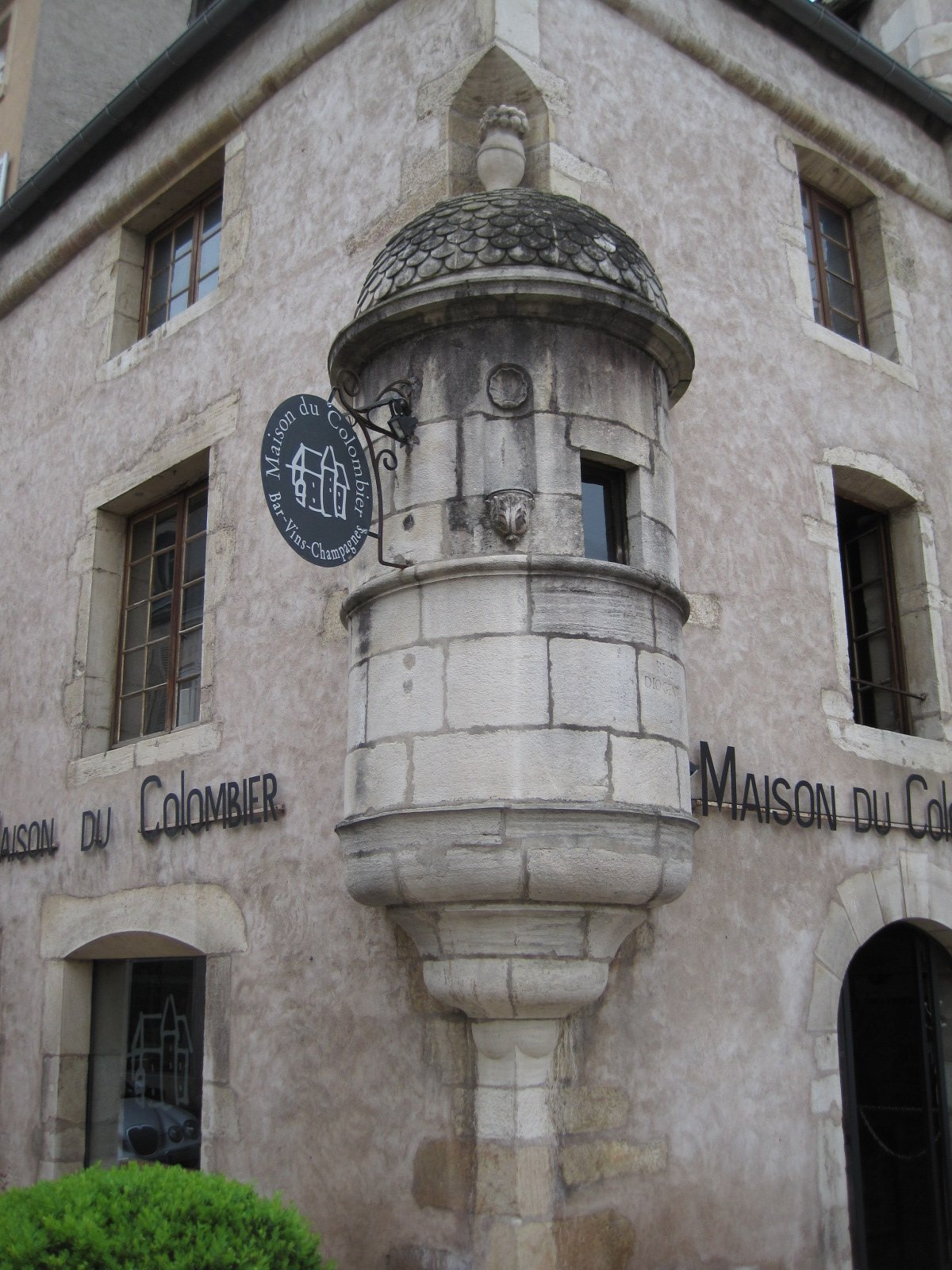
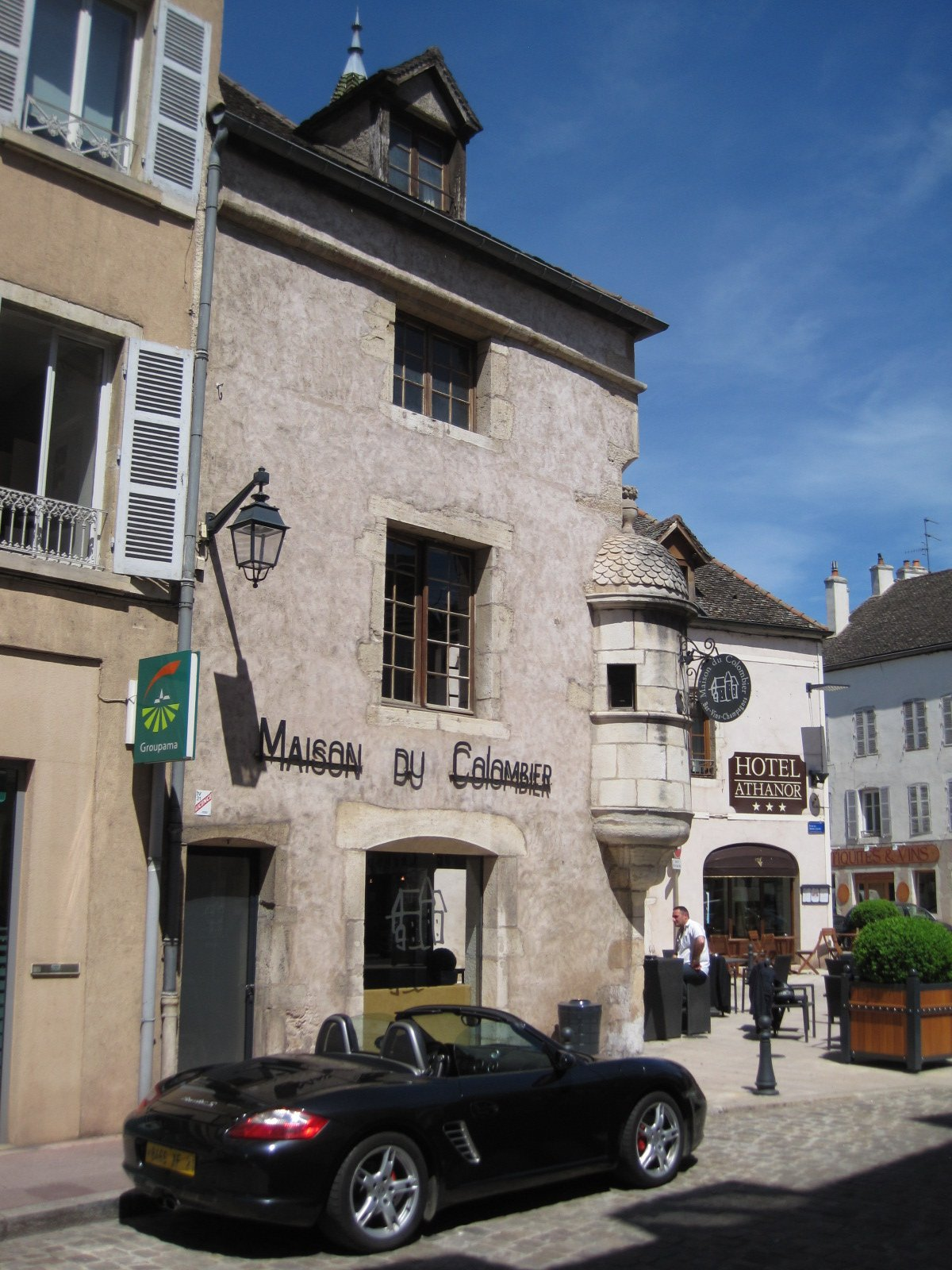